# Шишманови
Шишманови, известен и с турската форма Шишманоглу (на турски език: Şişmanoğlu, на френски език: Chichmanoglu), е голям български чорбаджийски род от град Видин и следосвобожденска политическа фамилия, към която принадлежат литераторът професор Иван Шишманов и писателят Алеко Константинов. По какъв начин по имената се прави връзка с династията. Династията приема библейски и наследствени имена (псевдоним титоловане) но житейските имена са съвсем различни и се знаят само от народа и наследниците!

## Произход
Името – идентично с това на една от средновековните български царски династии – Шишмановци, кара много изследователи да подозират, че видинските първенци действително произхождат от старите царе. Първото сведение в този дух датира още от 1848 г. и е дадено от унгарския писател-емигрант Габор фон Егреши: „Ние ще видим по-значимите градове на страната... може би и резиденцията на нейните някогашни князе, внукът на един от които Шишман (сега той се нарича Шишманович; той е вечния банкер на видинските паши) е тук във Видин търговец, има също и в Темешвар един склад, а неговият прадядо и последен български крал бил победен и убит от султан Баязид в края на XIV в.“
През 1916 г. Емануил Ал. Шишманов съобщава на своя братовчед проф. Иван Шишманов, че фамилията им брои вече 324 г. Ако приемем това сведение за точно, можем да заключим, че началото на Шишманови е по някакъв начин пряко свързано с избухването на Първото търновско въстание, начело на което застава Шишман III, мним или реален потомък на средновековните Шишмановци. И че вероятно именно разгромът на въстанието е накарал семейството на този самозван княз да се пресели във Видин?
Първото сигурно име във фамилията принадлежи на живелия през 18 век видински първенец Стоян Шишманоглу, баща на Манол. В средата на века Манол Шишманоглу забогатява и оставя на тримата си сина (Зико, Димитър и Йован) значително наследство. Първородният син на Манол – Зико, поема грижата за имотите във вътрешността на страната и се установява в нишкото село Горни Матеевъц, а вторият му син Йован, остава във Видин и става терзия. Именно синът на терзията, Емануил Йоан, придобива влиянието (като дава на кредит пари на видинския отцепник Осман Пазвантоглу), което ще превърне фамилията Шишманоглу в първостепенен фактор за стопанското и обществено развитие на северозападна България през 19 век.

## Емануил Йоан Шишманоглу
Емануил (Мануил) Шишманоглу има четирима сина – Страцимир (Ставри)(1811 – 1877), Петрак, Александър (1812 – 1892) и Димитър (1833 – 1875) и няколко дъщери. Дъщерите му са Елена 1817 – 1889), Тинка, Севастица (1815 – 1885), Ефимия (1832 – 1916). Елена е баба на писателя Алеко Константинов. Синовете му станали помощници в търговията на баща си и му помогнали през 1835 г. да придобие австрийско поданство (а с него и защитата на австрийските консули от репресиите на турците). По-късно Страцимир заминал за унгарския град Темешвар, Димитър за Свищов, а Петрак и Александър останали във Видин. Емануил Шишманоглу бил в делови връзки с врачанина Димитраки Хаджитошев и през 1824 г. го подкрепил в борбата срещу гръцкия владика Методий във Враца. По подобен начин заедно със синовете си той застава начело на борбата срещу гръцкия видински митрополит Кирил. В хода на конфликта, митрополитът успява да наклевети фамилията и да издейства заточение на стария Шишманоглу. Въпреки застъпничеството на австрийския посланик и австрийското външно министерство, фамилията се принуждава да похарчи голяма част от своето състояние за освобождаване на бащата. Той се завръща във Видин и семейството отново се отдава на своята търговия. През 1848 г. умира Петрак Шишманов. За голямата популярност и влиянието на фамилията в цяла България говори фактът, че в негова памет Петко Славейков и Кръстьо Пишурка написват две стихотворения.

## Александър Ем. Шишманов
От синовете на Емануил Шишманоглу интересна е съдбата на Александър. Той завършва търговската гимназия в Банат. Към 1842 г. след пореден скандал с митрополит Кирил той е принуден да се установи в Свищов, където се утвърждава като виден обществен деец. Заради политическата си активност през 1870 г. е принуден да емигрира в Румъния, откъдето се завръща след Освобождението. В периода 1883 – 5 г. е избран за кмет на Свищов. Александър Шишманов е баща на трима сина – Алеко, Емануил и Борис. Александър Шишманов има и три дъщери: Ефимия, Екатерина и Елена.

## Димитър Ем. Шишманов
Най-малкият син на Шишманоглу – Димитър, също завършва търговската гимназия в Банат. По-късно постъпва като доброволец в австрийската армия и през 1848 г. се сражава под ръководството на Йозеф Радецки при Новара. След завръщането си в България той се отдава на търговия и комисионерство в Свищов. От него, който е ту войник, ту учител и търговец, ту писател, са излезли и два печатни труда, именно една „фантазия в три действия“ – „Добродетел и злоба“ и една защита на женските права – „Няколко думи за длъжностите на мъжа“. Докаран почти до фалит, той е принуден да стане учител в родния си Видин. Умира именно там през 1875 г., като оставя съпругата си Неделя, двамата си сина (Иван и Емануил) и дъщеря си (Мара) в крайна бедност.

## Проф. Иван Д. Шишманов
По-големият от тях, Иван Шишманов, е роден в Свищов през 1862 г. Въпреки ранната смърт на баща си и бедността, успява да получи много добро образование. Благодарение на унгарския пътешественик Феликс Каниц учи в Педагогическото училище във Виена (1876 – 1882), следва философия и литература в Йена (1884), в Женева (1885 – 86) и защитава докторат в Лайпциг (1888). След завръщането си в България, той става един от основателите на Софийския университет и професор по всеобща литературна и културна история, както и по сравнителна литературна история. Последователно той е подначалник, началник на отделение и главен инспектор в Министерството на народното просвещение, а през периода 1903 – 1907 г. и министър, в правителствата на Рачо Петров и на Димитър Петков. Името му като министър се свързва с основаването и развитието на редица културни институти (Народния театър, Музикалното училище, Художествената академия, Етнографския музей, читалища, библиотеки и изложби). През 1918 г. Иван Шишманов става и първият български посланик в за кратко освободената Украйна. Връзката му с Украйна е много силна и заради съпругата му Лидия, която е дъщеря на големия украински професор Михайло Драгоманов (1841 – 1895). Двамата се запознават в Женева през 1885 г. и остават неразделни до смъртта на Шишманов в норвежката столица Осло през 1928 г. Последовател и наследник на Иван Шишманов в научното поприще е Михаил Арнаудов.

## Д-р Асен Шишманов
Асен Шишманов е роден през 1848 г. в австрийския град Темешвар, Банат, в семейството на влиятелния български търговец Срацимир Шишманов и съпругата му Рахила, по баща Йованович. През 1873 г. той завършва медицина във Виена и защитава докторат. Д-р Асен Шишманов като лекар в Темешвар и като ординатор във виенската болница Рудолфшпитал. След Освобождението д-р Шишманов идва в България като главен лекар на София и член на първия Медицински съвет (1879 – 1880). Работи като общо практикуващ лекар, а също и като старши лекар в Александровската болница. През 1884 г. той прави първата в България трахеотомия, много трудна и смела за времето си операция. През следващата 1885 г. Асен Шишманов става един от учредителите на Българското дружество на Червения кръст. Като популярна фигура сред хората, д-р Асен Шишманов започва да се занимава и с политика. След пристигането си в София той е избран за общински съветник от името на Либералната партия. През следващите години Шишманов се сближава с Драган Цанков и остро се противопоставя на т.нар. Режим на пълномощията, оказвайки публичен натиск над княз Александър Батенберг за да го отмени. През 1884 г. Асен Шишманов е избран за народен представител, а през 1884 г., се отцепва от либералите и заедно с Драган Цанков поставя началото на нова проруска политическа формация. По време на кризата след абдикацията на княз Батенберг, Цанков е сред авторите на молба до турския султан, в която се иска неговата намеса за уреждане на ситуацията чрез окупация. Този ход силно компрометира Цанков и неговите привърженици и при управлението на Стефан Стамболов, д-р Шишманов е принуден да се оттегли от политиката и да напусне България. Асен Шишманов умира през 1894 г., едва на 46-годишна възраст и все още в изгнание в Цариград.

## Димитър Ив. Шишманов
Димитър Шишманов е единственият син на Иван Шишманов е роден през 1889 г. Завършва право в Женева и дълги години заема дипломатически служби. От 1919 до 1932 е началник на Комисията по регистрациите, а от 1932 до 1935 – на съдебния отдел на вътрешното министерство. През този период публикува повечето си литературни произведения. Пише разкази и повести и е един от най-добрите български преводачи на френска и немска литература. Най-оригиналните му произведения са романът „Хайлайф“ и дневниците „Писма до самия мен“. През 1943 г. е назначен за министър на външните работи и изповеданията в правителството на Добри Божилов, но остава такъв по-малко от година. След Деветосептемврийския преврат през 1944 е осъден на смърт от Народния съд и е екзекутиран на 1 февруари 1945. Смъртната присъда е отменена през 1996 с Решение №172 на Върховния съд. Димитър Шишманов не оставя потомство.